# Liza Johnson
Liza Johnson (* 13. Dezember 1970 in Portsmouth, USA) ist eine US-amerikanische Filmregisseurin und Drehbuchautorin.

## Leben
Liza Johnson war 1999 als Gast des Deutschen Akademischen Austauschdienstes in Berlin. Sie erhielt außerdem ein Stipendium des Sundance Institute. Als Künstlerin stellte sie ihre Videoarbeiten unter anderem im Wexner Center for the Arts in Columbus, im Walker Art Center in Minneapolis und im Centre Georges Pompidou in Paris aus. 
Mehrere ihrer Kurzfilme wurden auf bedeutenden Filmfestivals wie den Internationalen Filmfestspielen Berlin und dem International Film Festival Rotterdam gezeigt. Im Jahr 2000 entstand ihr 70-minütiger Spielfilm Fernweh – The Opposite of Homesick. Sie ist meist auch als Produzentin und Filmeditorin ihrer Filme tätig und hat eine außerordentliche Professur für Kunst am Williams College in Massachusetts inne.

## Filmografie
- 1998: Giftwrap (Kurzfilm)
- 2000: Fernweh – The Opposite of Homesick
- 2004: Falling (Kurzfilm)
- 2005: Desert Motel (Kurzfilm)
- 2006: South of Ten (Kurzfilm)
- 2009: In the Air (Kurzfilm)
- 2011: Return
- 2012: Karrabing! Low Tide Turning (Kurzfilm)
- 2013: Hateship, Loveship
- 2015: Good Girls Revolt (Fernsehserie, Folge 1x1)
- 2016: Elvis & Nixon
- 2017: American Horror Story (Fernsehserie, Folge 7x2)
- 2017: Feud – Die Feindschaft zwischen Bette und Joan (Fernsehserie, Folge 1x4)
- 2018: American Woman (Fernsehserie, Folge 1x6)
- 2018: Room 104 (Fernsehserie, Folge 2x3)
- 2019: Barry (Fernsehserie, Folge 2x4)
- 2019: Eine Reihe betrüblicher Ereignisse (Fernsehserie, Folgen 3x3–3x4)
- 2019: Silicon Valley (Fernsehserie, Folgen 6x3–6x4)
- 2019: Sneaky Pete (Fernsehserie, Folge 3x9)
- 2020: Dead to Me (Fernsehserie, Folgen 2x1–2x2)
- 2020: What We Do in the Shadows (Fernsehserie, Folge 2x4)
- 2021: Physical (Fernsehserie, Folgen 1x2, 1x4, 1x10)
- 2021: The Sex Lives of College Girls (Fernsehserie, Folge 1x10)
- 2024: Rettet Bikini Bottom: Der Sandy Cheeks Film

## Auszeichnungen
Internationale Filmfestspiele Berlin 2010
- Nominierung für den Goldenen Bären der Berlinale Shorts (für In the Air)

Vienna Independent Shorts 2010
- Wiener Kurzfilmpreis (für In the Air)

Internationale Filmfestspiele Berlin 2012
- Nominierung für den Goldenen Bären der Berlinale Shorts (für Karrabing! Low Tide Turning)